# Afrikas Stjerne
Afrikas Stjerne (originaltitel Afrikan tähti) er et brætspil, udgivet af den finske spildesigner (og senere reklamemand) Kari Mannerla i 1951.
Blandt reglerne er:
1. Man skal finde Afrikas stjerne og nå hjem til sin hjembase
2. Hvis man har et visum når Afrikas stjerne er fundet skal man tilbage til hjembasen for at vinde, visum skal indløses hos banken
3. Når man møder en tyv stjæler de alle ens penge

Spillebrættet er er kort over Afrika med indtegnede vej-, skibs- og flyruter, og spillet går ud på at finde diamanten "Afrikas Stjerne" og føre den tilbage til enten Cairo eller Tanger.